# 幻象G型戰鬥機
幻象G型戰鬥機（Dassault Mirage G），是一種由法國達梭公司（Dassault）公司製造的中型空優及攻擊用戰機，並作為驗證應用可變後掠翼技術的測試平台。項目被發展成兩個分型，分別為雙引擎配置的 G4 及目標為發展成用作截擊及進行核攻擊用途的多功能戰鬥機的 G8。雖然達梭航太建造了數架樣版機並進行了試飛，但整個項目還是在1970年代中期被中止。

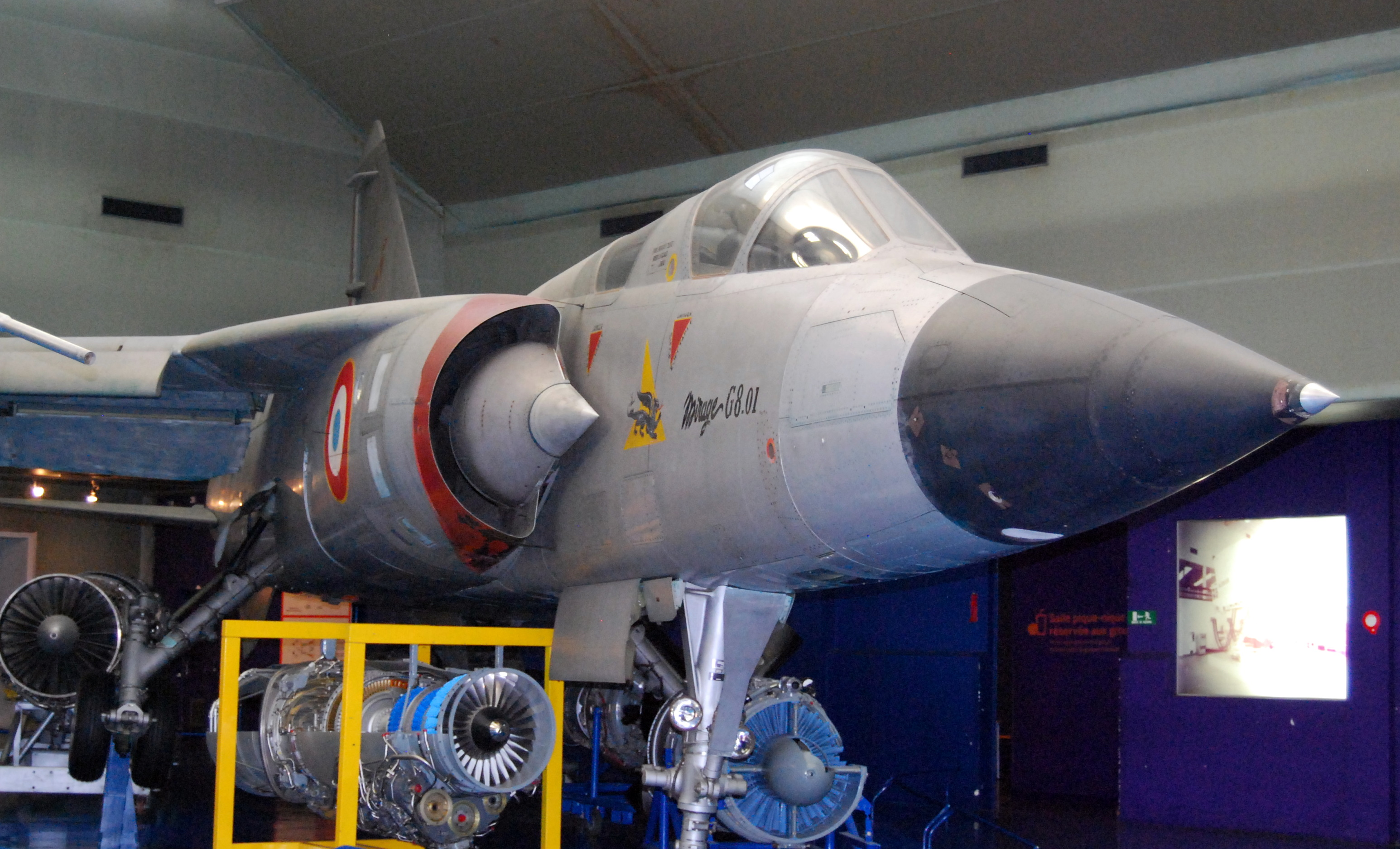
幻影G8-01號機現存放於法國航空博物館（Musée de l'Air et de l'Espace）。

## 發展
1964年，法國國防部要求發展一種採用可變後掠翼並用作陸基及艦載用途的作戰飛機項目。法國此前曾經參與過英法可變翼飛機項目（Anglo-French Variable Geometry aircraft，AFVG），但法國後來退出了該項目。AFVG 項目後來演變成龍捲風戰鬥轟炸機。後來在1965年10月，達梭被指示製造一台樣版機並需以斯奈克瑪/普惠TF306渦輪風扇發動機作為動力配搭。
1967年，達梭製造的首台可變後掠翼飛機幻影G型完成。該機為單引擎，雙座配置，實際上是可變後掠翼版本的幻影 F2型戰鬥機。飛機最小後掠角為22°及最大後掠角為70°，並配置了全跨度雙槽後緣襟翼及二位式前緣襟翼
雖然試飛基本成功，但飛機並沒有收到任何生產指示或訂單。幻影 G項目最終於1968年被取消。 但幻影G的飛行活動卻持續至1971年，直至於當年1月13日發生意外並使其唯一一台樣版機徹底摧毀。

## 分型

### 幻影 G
初始的基本單座構型。於1967年11月18日首次飛行，1971年1月13日撞毀。

### 幻影 G4
基本型幻影 G 後來被發展成配置雙引擎，雙座的戰術攻擊機，並從幻影 G 項目分拆而成為幻影 G4。幻影 G4項目在1968年立項，並最終生產出兩台樣版機。這些飛機原來預計進入量產時將配備斯奈克玛M53渦輪扇發動機。當飛機尚在生產階段時，法國軍方更改了設計要求並使飛機需兼顧成為截擊機，因此飛機被進一步改裝並成為幻影 G8。

### 幻影 G8

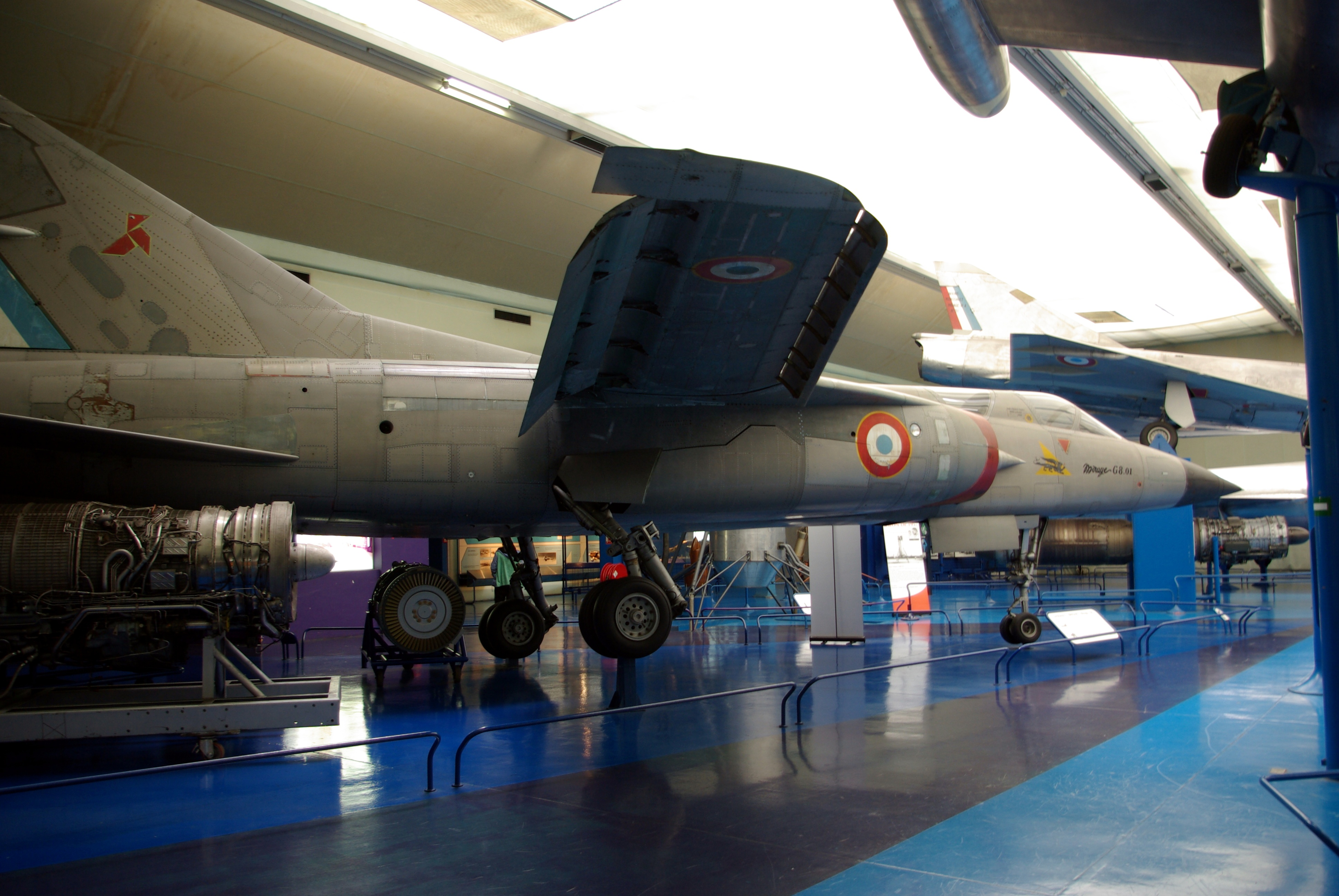
G8-01 現存放於法國航空博物館（Musée de l'Air et de l'Espace）作公開展示。

幻影 G4-01經歷改裝後被重新命名為幻影 G8-01 並維持其雙座佈局，於1971年5月8日首次飛行。而二號機幻影 G4-02 則為單座佈局，並成為幻影 G8-02，於1972年7月13日首次飛行。幻影 G8 裝備了湯姆遜-CSF （現泰雷茲集團）製造的雷達，和基於裝備在美洲豹攻擊機及幻影 III/Milan 戰鬥機之上的低空導航及攻擊引導系統。可是後來在1971-1976年度法國國防預算之中並沒有任何預定批予幻影 G8 項目，最終沒有任何戰機被投入生產。

## 引用
1. 1 2 3  Green 1972, p. 84.
2. 1 2 3 4 5 6  Dassault Aviation - Mirage G history （页面存档备份，存于） www.dassault-aviation.com Retrieved: 10 April 2010
3. ↑  Green 1968, p. 78.